# Де Хэвилленд, Джеффри
Сэр Джеффри де Хэвилленд (англ. Geoffrey de Havilland; 27 июля 1882, Хай-Уиком, Бакингемшир, Англия — 21 мая 1965, Уотфорд, Хартфордшир, Англия) — британский авиаконструктор, лётчик-испытатель и предприниматель, основатель de Havilland Aircraft Company. Двоюродный брат актрис Оливии де Хэвиленд и Джоан Фонтейн.

## Биография
Джеффри де Хэвилленд родился в семье англиканского священника в Бакингемшире. Получил образование в интернате при Оксфордском университете, подготовительном колледже Эдварда VII и инженерном училище при Хрустальном дворце. После выпуска в 1903 занимался проектированием автомобилей; авиацией заинтересовался только после женитьбы в 1909.

### Первая мировая война и 1920-е годы

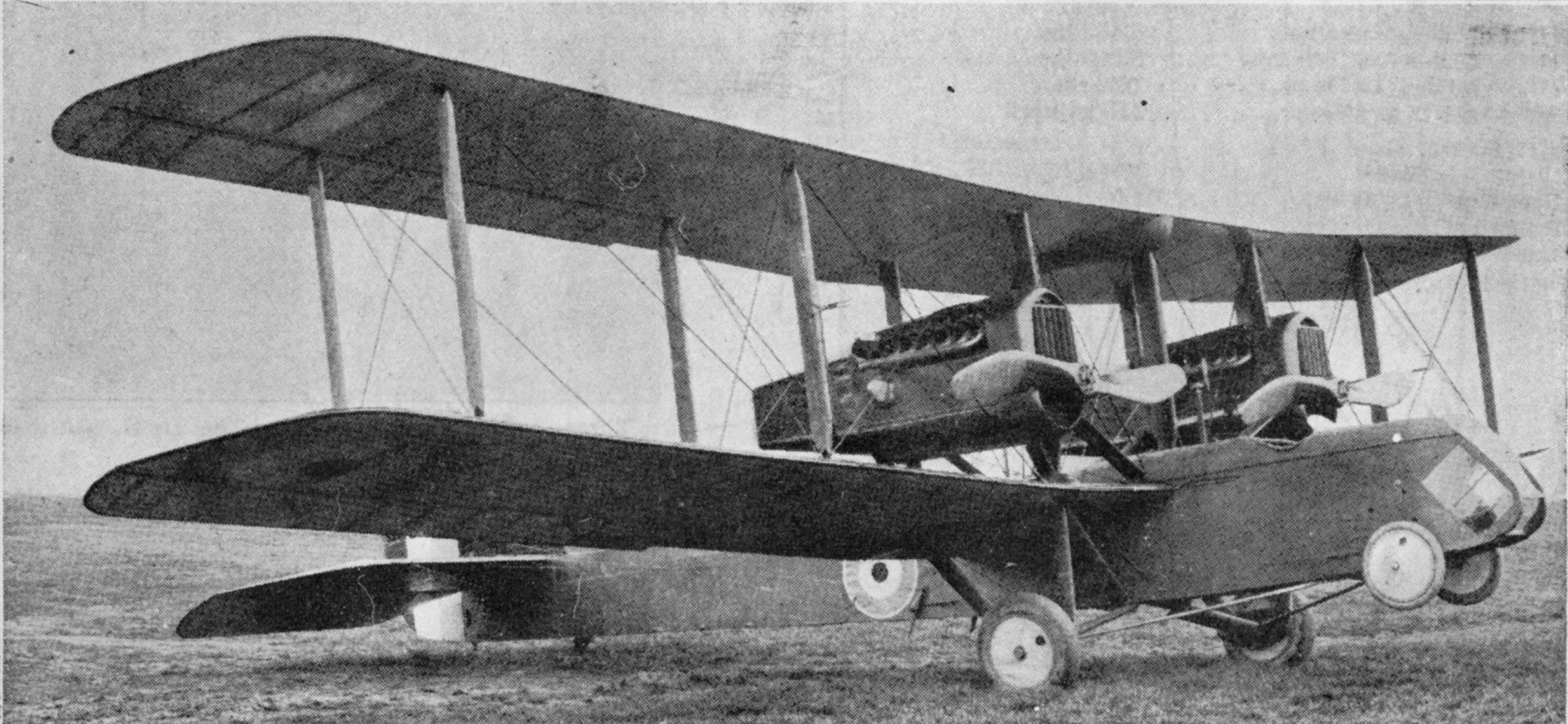
Airco DH.10 Amiens

В 1910 де Хэвилленд построил свой первый самолёт, разбившийся при первой попытке взлететь. Второй самолёт, более удачный, он поднял в воздух и смог продать своему работодателю — королевской фабрике воздушных шаров в Фарнборо — за 400 фунтов; названный F.E.1, этот самолёт стал первым, на котором появились опознавательные знаки королевских авиазаводов. В 1911—1913 годах де Хэвиленд самостоятельно проектировал на королевской фабрике, а в январе 1914 перешёл главным конструктором на частную лондонскую фирму Airco. Под его началом были выпущены все боевые самолёты Airco, носившие его инициалы, DH — с DH.1 по DH.9A, всего более 12 800 машин, включая изготовленные в США Airco DH.4. Наиболее массовыми стали Airco DH.4 и Airco DH.9 (2280 и 4091 машина), ставшие основой королевских ВВС. Выпуск DН.9, начатый в 1917 году, позволил удвоить численность королевских ВВС, однако в бою с немецкими машинами DН.9 оказался слаб и британские ВВС несли неоправданно высокие потери. Несмотря на это, производство по госзаказу продолжалось до 1920 года. DН.9А, с более мощными американскими двигателями, имел те же недостатки, но в 1918 году был избран основным типом истребителя для послевоенных ВВС, воевал в России во время британской интервенции 1919 года, служил в британских колониях до 1931 года.

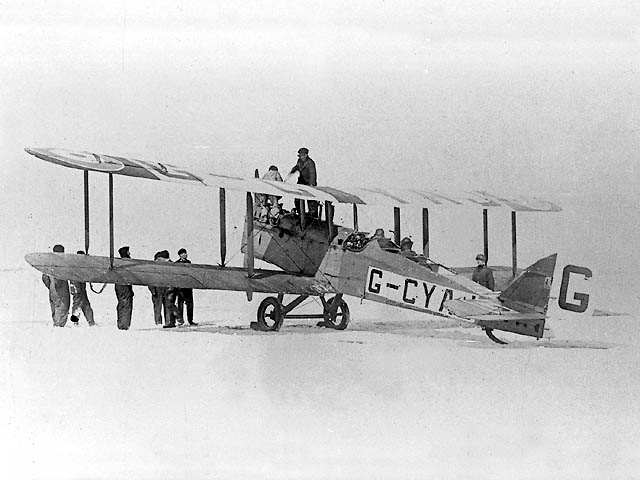
Airco DH.9

Первый двухмоторный бомбардировщик де Хэвилленда, Airco DH.10, поднялся в воздух в мае 1918 и был выпущен серией в 258 машин.
По окончании Первой мировой войны мощности Airco были выкуплены другой компанией и перепрофилированы под автомобильное производство. В 1920 де Хэвилленд, собрав 20 000 фунтов начального капитала, открыл на лондонском аэродроме Стэг Филд собственное предприятие — de Havilland Aircraft Company, которое просуществовала до объединения с Hawker Siddeley в 1960 году. Основанное в 1928 канадское отделение, de Havilland Canada, продолжало независимое существование и после 1960, до поглощения Boeing в 1980-е.

### Предвоенное десятилетие

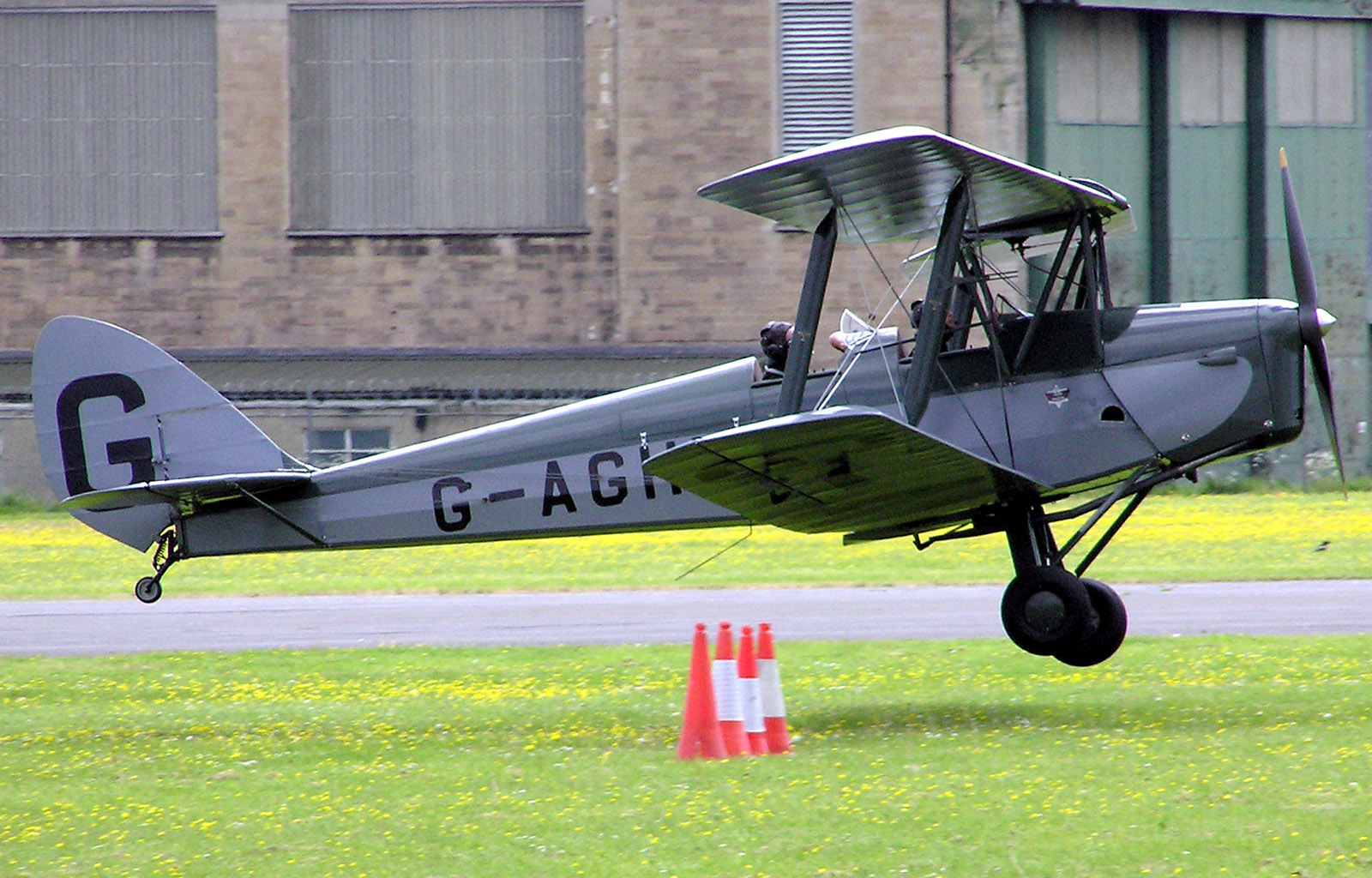
DH.82 Tiger Moth

Первые модели de Havilland повторяли военные разработки конструктора, используя моторы независимых поставщиков. В середине 1920-х годов де Хэвилленд привлёк к сотрудничеству со своей фирмой независимого конструктора моторов Фрэнка Хэтфорда; в 1927 году — наладил собственное производство хэтфордовского мотора Gypsy в 120 л.с., заменив им покупные моторы Кёртисса. В 1930-е годы De Havilland выпускал под именем Gypsy целую линейку моторов. В 1941—1942 Хэтфорд разработал турбореактивный двигатель, выпускавшийся серийно с 1944 под именем de Havilland Goblin (упрощённая версия двигателя Уиттла). В том же 1944 году de Havilland полностью поглотил фирму Хэтфорда.

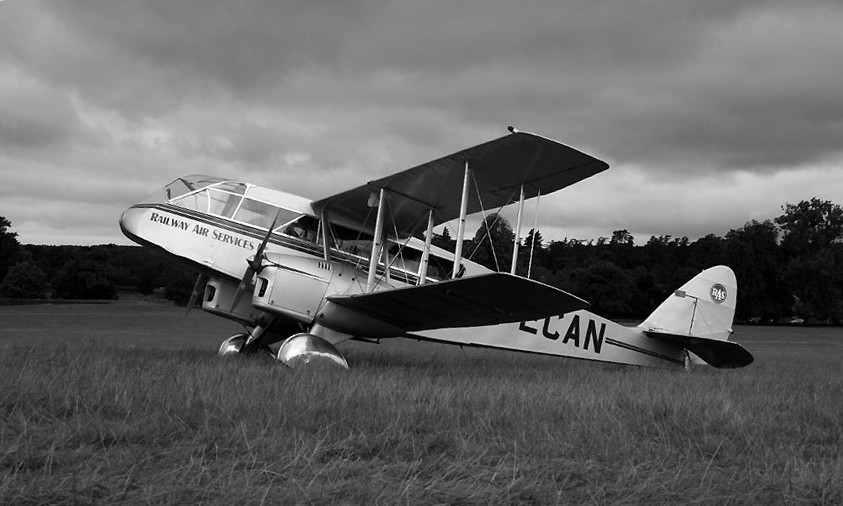
DH.84 Dragon

В 1932 фирма произвела на свет две успешные линии самолётов — одномоторный биплан DH.82 Tiger Moth (построено всего 8686 машин) и двухмоторный, 8-местный DH.84 Dragon (включая производные DH.89 Dragon Rapide, DH.89 Dominie и DH.90 Dragonfly, только в Англии было построено 1000 машин). 14-местный, четырёхмоторный DH.86 Express был выпущен в 1934 для австралийских авиалиний серией в 62 машины, но из-за ряда катастроф был скоро снят с эксплуатации.

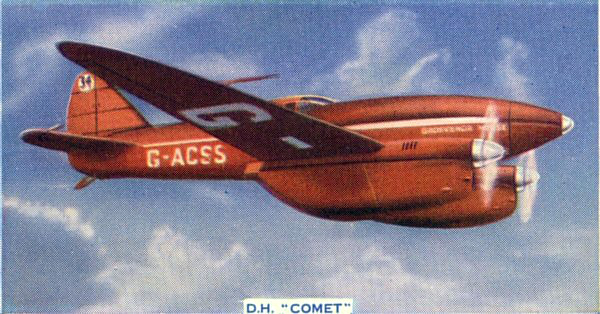
DH.88 Comet

В 1934 рекордный образец DH.88 Comet взял первое место в гонке на приз Макробертсона по маршруту Англия-Австралия. Деревянный двухмоторный Comet с моторами DH Gypsy Six создавался ради единственной гонки, но дал фирме большой задел в части оптимизации веса и прочности деревянных конструкций, востребованный позже при массовой постройке De Havilland Mosquito. Наконец, в 1938—1939 были выпущены 7 четырёхмоторных, 26-местных DH.91 Albatross (выпуск прекращён с началом второй мировой войны). Джеффри де Хэвилленд лично испытывал все типы своих самолётов; с середины 1930-х годов пост главного лётчика-испытателя фирмы занял его сын, Джеффри де Хэвиленд младший (1910—1946).

### Вторая мировая война

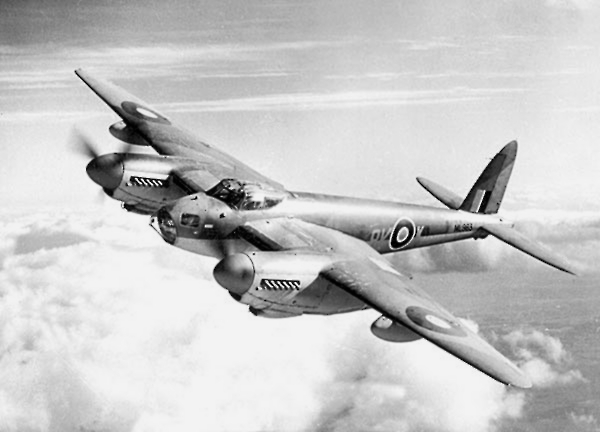
Mosquito Mk XVI

К началу Второй мировой войны de Havilland имел опыт производства всех существовавших тогда типов гражданских самолётов, включая амфибии канадского отделения, оснащая их двигателями собственного производства. Однако все эти машины, включая Albatross, имели деревянную конструкцию; фирма не имела ни опыта проектирования, ни опыта строительства цельнометаллических машин. Это, по стандартам мирного времени, исключало возможность самостоятельного выхода на рынок военной техники, однако дефицит алюминия во время войны вернул к жизни идею деревянных боевых машин.

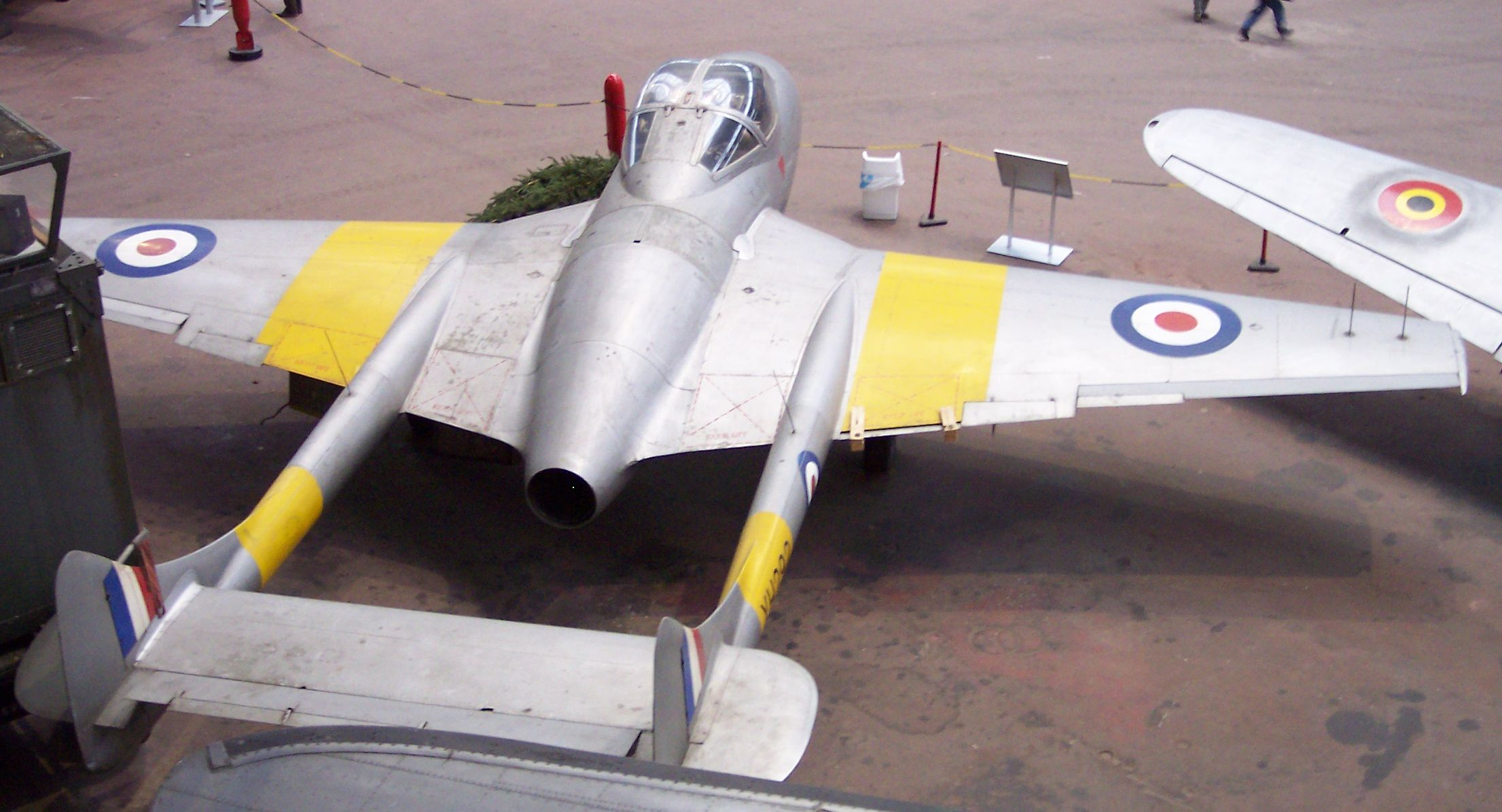
DH.100 Vampire — последний фанерный истребитель

Основной продукцией de Havilland в годы Второй мировой войны стал двухмоторный скоростной бомбардировщик de Havilland Mosquito, полностью деревянной конструкции. Де Хэвилленд выступил с концепцией Mosquito на конкурсе 1938 года, задание которого требовало традиционный, хорошо вооружённый, цельнометаллический тяжёлый бомбардировщик, и получил отпор — министерство предполагало использовать его фирму только как субподрядчика на производстве крыльев для чужих конструкций. На стадии эскиза выяснилось, что лётные качества вооружённого деревянного бомбардировщика будут неудовлетворительными, зато та же машина в невооружённом варианте будет достаточно быстрой, чтобы избегать боя с истребителями за счёт скорости. Благодаря посредничеству Уилфрида Фримена, старого товарища де Хэвилленда из министерства авиации, постройку прототипа разрешили уже после вступления Великобритании в войну; первый прототип поднялся в воздух 25 ноября 1940, а 20 сентября 1941 серийные Mosquito вступили в бой. В 1940—1950 было выпущено 7781 машина всех модификаций. Mosquito — единственная из серийных конструкций де Хэвиленда, не имевшая в имени префикса DH.
В середине 1942 de Havilland приступил к проекту Spider Crab («Паук-Бокоход») — турбореактивному истребителю с двигателем Хэтфорда. Опытный деревянный самолёт под управлением Джеффри-младшего поднялся в воздух 20 сентября 1943, спустя полгода после первого полёта Gloster Meteor, но был поставлен в серию только летом 1945 под именем DH.100 Vampire. Всего в Великобритании было построено 3269 машин, и свыше тысячи — по лицензии в других странах.
Джеффри де Хэвилленд-младший погиб при испытаниях реактивной бесхвостки DH 108 27 сентября 1946. Младший сын конструктора, Джон де Хэвиленд, также погиб в авиакатастрофе в 1943; их мать, Луиза де Хэвилленд, скончалась в 1949.

### Послевоенные проекты
В 1943 де Хэвилленд участвовал в деятельности Брабазонского комитета, определявшего направления послевоенной конверсии британской авиапромышленности. Из четырёх базовых типов послевоенных гражданских самолётов, выработанных комитетом, на долю de Havilland пришлось два — наиболее утилитарный самолёт местной авиации («тип II» — замена DH.89 и Douglas DC-3), и наиболее сложный — турбореактивный лайнер первого поколения («тип IV»). Концепция реактивного пассажирского самолёта, не предусмотренная первоначальными планами комитета, была детищем де Хэвилленда.
DH.106 Comet, первый британский реактивный авиалайнер, поднялся в небо в июле 1949 и вышел на регулярные линии в мае 1952. Однако череда авиакатастроф 1952—1954 годов выявила просчёты в конструкции и технологии сборки фюзеляжа; доводка самолёта заняла годы, в течение которых на рынок вышли самолёты второго поколения — Boeing 707 и DC-8; выпуск «Комет» остановился на 114 машинах.

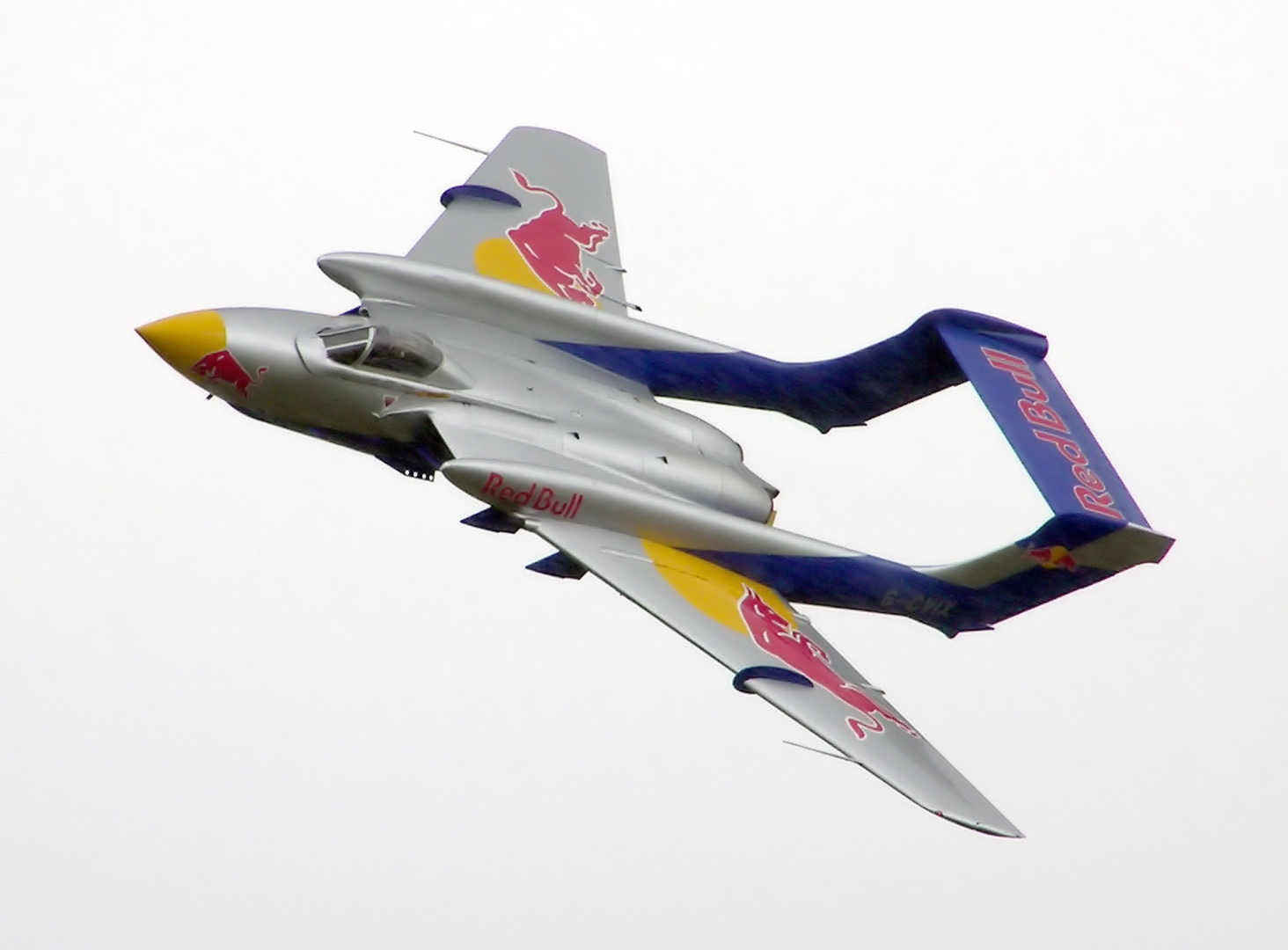
DH.110 Sea Vixen

Поршневая программа («тип II») развивалась без особых потерь — на смену «Дугласам» были выпущены цельнометаллические DH.104 Dove (1945, 528 машин), DH.114 Heron (1950, 150 машин) и другие самолёты традиционной компоновки.
Джеффри де Хэвилленд владел контрольным пакетом de Havilland вплоть до его продажи Hawker Siddeley в 1960 году, но от управления бизнесом и практического конструирования отошёл ещё в 1955. Последней машиной, выпущенной независимым de Havilland, стал реактивный истребитель морского базирования DH.110 Sea Vixen, продержавшийся на вооружении королевского ВМФ c 1959 до 1972.

### Награды
- 1918 — Орден Британской империи
- 1919 — Крест ВВС
- 1934 — Командор Ордена Британской империи
- 1944 — Рыцарство
- 1952 — Медаль Дэниела Гуггенхайма
- 1961 — Золотая авиационная медаль ФАИ
- 1962 — Орден «За заслуги»